# الدوري الإنجليزي لكرة القدم 1990–91
الدوري الإنجليزي لكرة القدم 1990–91 هو موسم من دوري كرة القدم الإنجليزي. فاز فيه نادي أرسنال.